# Thomas W. LaSorda
Pour l’article homonyme, voir Tommy Lasorda.
Thomas William LaSorda (né le 24 juillet 1954 à Windsor, Ontario) est un dirigeant de l'industrie automobile canado-américain qui a été directeur général et président du groupe Chrysler. En décembre 2011, il a rejoint le conseil d'administration de Fisker Automotive et a assumé le rôle de directeur général jusqu'à sa démission en août 2012.

## Vie privée
Tom LaSorda est la troisième génération de sa famille à travailler pour Chrysler. Il est diplômé de l'Université de Windsor en 1977 avec un double diplôme (baccalauréat des arts et baccalauréat en commerce) et a obtenu un MBA en 1980. Il est marié, a deux filles et vit à Birmingham, Michigan.

## Carrière

### General Motors
En 1977, il rejoint General Motors, travaillant principalement dans la fabrication. Il a participé au lancement de l'usine de coentreprise GM-Suzuki, CAMI Automotive, à Ingersoll, Ontario, et il a également été président de l'usine Opel d'Eisenach, dans l'est de l'Allemagne.

### Chrysler

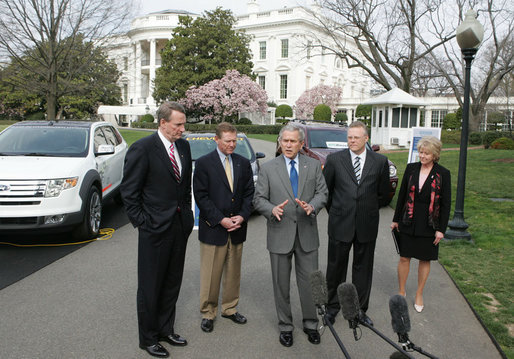
LaSorda avec le président George W. Bush, Rick Wagoner, Alan Mulally et Mary Peters en 2007.

En 2000, il rejoint le groupe Chrysler en tant que vice-président senior. Il a été nommé pour la première fois au conseil d'administration de Daimler en 2004 lorsqu'il est devenu directeur de l'exploitation. Il a été l'architecte du Toledo Supplier Park de Chrysler dans l'Ohio, qui a intégré des fournisseurs en étroite relation avec Chrysler pour produire le Jeep Wrangler.
Le 1er janvier 2006, LaSorda a succédé à Dieter Zetsche, un allemand de la société mère DaimlerChrysler (aujourd'hui Daimler AG), en tant que directeur général de Chrysler, alors que Zetsche a été promu directeur général du groupe DaimlerChrysler en récompense du redressement de Chrysler. Cette même année, LaSorda est devenu citoyen américain, tout en conservant sa citoyenneté canadienne.
Le 5 août 2007, la scission de Daimler et Chrysler a eu lieu, cette dernière étant rachetée à 80 % par le fonds Cerberus Capital Management. Dans le remaniement de la direction qui en a résulté, LaSorda a accepté d'assumer le poste de président et de vice-président du conseil d'administration de Chrysler LLC, avec Bob Nardelli lui succédant en tant que Président du conseil d'administration et directeur général. Malgré la nomination d'un deuxième vice-président, Jim Press, LaSorda est resté,.
Ses titres chez Chrysler LLC indiquaient officiellement qu'il était chargé de la fabrication, des achats et de l'approvisionnement, des relations avec les employés, du développement commercial mondial et des alliances depuis août 2007. Malgré ses compétences dans la fabrication, cependant, le nouveau rôle de LaSorda dans l'entreprise consistait en grande partie à trouver un nouveau partenaire ou acheteur pour Chrysler, ce qui a conduit à supposer que Cerberus Capital était moins intéressé par la reconstruction du constructeur automobile que par la réalisation de bénéfices grâce à un rachat par emprunt.
Parmi les nombreuses entreprises automobiles contactées par LaSorda, seule Fiat a accepté un partenariat. LaSorda compte parmi ses amis proches le défunt PDG de Fiat/Chrysler, Sergio Marchionne, ayant également vécu au Canada.
Alors que Fiat a demandé à LaSorda de rester, il a plutôt choisi de démissionner en tant que président et vice-président et a pris sa retraite à compter du 1er mai 2009, alors que Chrysler LLC déposait son bilan. LaSorda et Manoj Bhargava ont lancé Stage 2 Innovations en mai 2011. Stage 2 Innovations est une société de capital-risque située à Farmington Hills, dans le Michigan.